# Kretlewo
Kretlewo – wieś w Polsce położona w województwie zachodniopomorskim, w powiecie kamieńskim, w gminie Golczewo.
Według danych z 1 stycznia 2011 roku wieś liczyła 225 mieszkańców. 
W latach 1975–1998 miejscowość administracyjnie należała do województwa szczecińskiego.
We wsi był przystanek kolejowy Kretlewo.